# Alaba Kulito
Alaba Kulito (o Kulito) è un centro abitato dell'Etiopia, situato nella Regione delle Nazioni, Nazionalità e Popoli del Sud.